# Tschmil
Tschmil (ukrainisch Чміль; russisch Чмель Tschmel, polnisch Czmiel) ist ein Dorf in der ukrainischen Oblast Schytomyr mit etwa 300 Einwohnern.
Das Straßendorf war bis 1939 eine Kolonie, es liegt an der nordöstlichen Ausfallstraße vom 10 km südwestlich gelegenen Gemeindezentrum Jemiltschyne und 90 km nordwestlich vom Oblastzentrum Schytomyr entfernt. Das Ortsgebiet wird vom Quellgebiet des Flusses Besimenna (Безіменна) durchflossen.
Am 29. März 2017 wurde das Dorf ein Teil der Siedlungsgemeinde Jemiltschyne, bis dahin war es Teil der Landratsgemeinde Ossiwka im Nordosten des Rajons Jemiltschyne.
Am 17. Juli 2020 kam es im Zuge einer großen Rajonsreform zum Anschluss des Rajonsgebietes an den Rajon Swjahel.